# Wonjus flygplats
Wonjus flygplats är en flygplats i Sydkorea. Den ligger cirka 10 km norr om staden Wonju i den norra delen av landet, 90 km öster om huvudstaden Seoul. Flygplatsen ligger 100 meter över havet.